# Vụ đánh bom Parachinar 2013
Vụ đánh bom Parachinar 2013 xảy ra vào ngày 26 tháng 7 năm 2013 tại vùng Tây Bắc Pakistan. Đã có it nhất 57 người thiệt mạng và hơn 100 người bị thương sau khi hai quả bom phát nổ trên một ngôi chợ ở Parachinar, một thành phố thủ đô ở Thung lũng Kurram và thành phố lớn nhất của Khu vực Bộ lạc do Liên bang quản lý ở miền bắc Pakistan hôm thứ Sáu cho biết. Vụ nổ diễn ra gần biên giới Afghanistan và nhà thờ Hồi giáo Shi'ite. Đến ngày 27 tháng 7 năm 2013, số người chết tăng lên 57.